# سفارة كرواتيا في فرنسا
سفارة كرواتيا في فرنسا هي أرفع تمثيل دبلوماسي لدولة كرواتيا لدى فرنسا. تقع السفارة في باريس وهي تهدف لتعزيز المصالح الكرواتية في فرنسا.

## وصلات خارجية
- الموقع الرسمي
- قائمة سفارات كرواتيا
- قائمة السفارات في فرنسا